# Pimelea concinna
Pimelea concinna är en tibastväxtart som beskrevs av Harry Howard Barton Allan. Pimelea concinna ingår i släktet Pimelea och familjen tibastväxter. Inga underarter finns listade i Catalogue of Life.